# NGC 5021
NGC 5021 est une vaste galaxie spirale barrée relativement éloignée et située dans la constellation des Chiens de chasse. Sa vitesse par rapport au fond diffus cosmologique est de 8 629 ± 14 km/s, ce qui correspond à une distance de Hubble de 127,9 ± 8,9 Mpc (∼417 millions d'al). NGC 5021 a été découverte par l'astronome britannique John Herschel en 1830.
La classe de luminosité de NGC 5021 est II. Selon la base de données Simbad, NGC 5021 est une galaxie LINER, c'est-à-dire une galaxie dont le noyau présente un spectre d'émission caractérisé par de larges raies d'atomes faiblement ionisés.

## Supernova
La supernova SN 1996aq a été découverte le 13 juillet 1996 dans NGC 5021 par l'astronome amateur français Christian Buil. Cette supernova était de type II.